# MPLAB
MPLAB — интегрированная среда разработки, представляющая собой набор программных продуктов, предназначенная для облегчения процесса создания, редактирования и отладки программ для микроконтроллеров семейства PIC, производимых компанией Microchip Technology. Среда разработки состоит из отдельных приложений, связанных друг с другом, и включает в себя компилятор с языка ассемблер, текстовый редактор, программный симулятор и средства работы над проектами. Также среда позволяет использовать компилятор с языка C.

## MPLAB IDE 8.X
MPLAB 8.X работает под управлением операционных систем семейства Windows. Последняя версия среды разработки — MPLAB IDE v8.92.
MPLAB состоит из следующих основных модулей:
- MPLAB Project Manager — средства работы на проектами;
- MPLAB-SIM Software Simulator — моделирование поведения программы с целью поиска и удаления ошибок в алгоритме;
- MPLAB Editor — полноценный текстовый редактор файлов ASM;
- MPASM Universal Macro Assembler — компилятор с ассемблера, компоновщик;
- MPLAB ASM30 Macro Assembler — компилятор с ассемблера, компоновщик для 16-битных PIC- и dsPIC-микроконтроллеров;
- MPLAB-ICE 2000 — моделирование поведения программы в реальном времени.

## MPLAB X IDE
MPLAB X — это версия среды разработки MPLAB, написанная на базе платформы NetBeans. MPLAB X отличается расширенной функциональностью по сравнению с MPLAB IDE v8.X за счёт дополнительных функций платформы NetBeans, таких, как встроенная система управления версиями и поддержка плагинов, написанных сторонними разработчиками. Также данная версия, помимо Windows, поддерживает операционные системы Mac OS X и Linux. Среда также поддерживает компилятор SDCC с открытым исходным кодом, доступный для трёх основных семейств операционных систем: Mac OS, Windows и Linux.
Версии MPLAB X до 5.35 включительно являлись 32-битными и могли быть установлены как на 32-битные, так и на 64-битные ЭВМ. Начиная с версии 5.40, среда стала 64-битной и может быть установлена только на компьютеры с 64-битной архитектурой.
Начиная с версии 5.40 поддержка трансляторов с языка ассемблера MPASM и ASM30, которые ранее встраивались непосредственно в дистрибутив MPLAB, прекращена. Новые компиляторы (MPLAB XC8, MPLAB XC16, MPLAB XC32/32++), поддерживающие трансляцию с языка ассемблера, следует устанавливать отдельно. При этом синтаксис языка ассемблера для транслятора MPLAB XC8 PIC Assembler существенно отличается от MPASM, для перехода на новый транслятор требуется существенная переработка исходного кода программы.
Старые версии MPLAB X доступны в архиве на официальном сайте Microchip.